# Beata Makaruk
Beata Makaruk, z d. Szkudlarz (ur. 3 maja 1980) – polska lekkoatletka, mistrzyni i reprezentantka Polski.

## Kariera sportowa
Była zawodniczką AZS-AWF Biała Podlaska.
Reprezentowała Polskę na mistrzostwach Europy w 2002, gdzie odpadła w eliminacjach biegu na 100 m, a w sztafecie 4 x 100 m zajęła 7. miejsce, z czasem 43,96 (razem z Darią Onyśko, Agnieszką Rysiukiewicz i Dorotą Jędrusińską) oraz w 2006, gdzie startowała w sztafecie 4 x 100 m, która odpadła w eliminacjach (razem z Joanną Gabryelewicz, Darią Korczyńską i Iwoną Dorobisz), a także w zawodach superligi Pucharu Europy w Lekkoatletyce w 2002 (100 m - 7 m. z czasem 11,44, 200 m - 8 m. z czasem 23,83, sztafeta 4 x 100 - 6 m. z czasem 44,54) oraz Pucharze Świata w 2006 (sztafeta 4 x 100 m - 4 m. z czasem 43,91 (z Eweliną Klocek, Darią Korczyńską i Dorotą Jędrusińską)).
W 2002 została mistrzynią Polski seniorek w biegu na 100 m, a na dystansie 200 m wywalczyła brązowy medal.
Jest pracownikiem naukowym Akademii Wychowania Fizycznego Józefa Piłsudskiego w Warszawie, filia w Białej Podlaskiej, w 2011 obroniła pracę doktorską Skuteczność wybranych programów treningu szybkości biegowej napisaną pod kierunkiem Henryka Sozańskiego. Jej mężem jest były lekkoatleta i trener Hubert Makaruk.
Rekord życiowy na 100 m: 11,39 (6.08.2002), na 200 m: 23,55 (04.06.2006).